# 算法工程
算法工程是指與计算机算法的设计、分析、实现、优化、剖析和实验评估有關的領域，它在算法理论和软件工程中算法的实际应用之间架起了一座桥梁。1997年，在朱塞佩·F·伊泰利亚诺组织的第一届算法工程研讨会 (WAE97) 上首次提到了算法工程這一說法。